# Il bosco di betulle
Il bosco di betulle (Brzezina) è un film del 1970 diretto da Andrzej Wajda.

## Trama
Nel clima romantico di inizio secolo un giovane ammalato di tisi, Stanislaw, va a trascorrere un periodo di convalescenza dal fratello, Boleslaw, guardia forestale, vedovo, che vive solitario con la giovane figlia. La narrazione gravita attorno al bosco di betulle dove è sepolta la moglie di Boleslaw, al suo ricordo e allo scontro tra i due fratelli. In questo confronto-scontro si innestano due figure femminili: la figlia di Boleslaw, Ola, affascinata dai racconti dello zio e la giovane Malina che risveglia il desiderio di Boleslaw ma che sarà attratta dai modi raffinati del fratello... Colori, stati d'animo e situazioni si fondono e danno vita all'eterno conflitto tra amore e morte, tra silenzio e vita, tra sogno e realtà. E proprio nel silenzio del bosco di betulle anche la morte esprime tranquillità: la tranquillità di "ultimo sogno".